# Porque yo te amo
«Porque yo te amo» es una canción perteneciente al álbum Una muchacha y una guitarra. Es considerado uno de los mejores sencillos de Sandro, y uno de las mejores canciones de rock y de balada romántica de Argentina.
De manera errónea, se la suele citar con el título de «Por ese palpitar», frase que da comienzo a la letra.

## Créditos
- Sandro: voz
- Jorge López Ruiz: arreglos y dirección orquestal.
- Héctor Techeiro: producción

## Versiones
- Leonardo Favio, álbum Te dejaré (1990)[3]
- Engelbert Humperdinck, versión en inglés llamada "How I Love You" del álbum Yours (1993)
- Engelbert Humperdinck, álbum Quiéreme mucho (1993)
- Los Fabulosos Cadillacs, álbum Tributo a Sandro-Un disco de rock (1998)
- José Luis Rodríguez El Puma, álbum Mi amigo el Puma (2009)
- Luis Jara, álbum "Swing" (2009).
- Grupo La Apuesta De Oaxaca, México En Su Álbum Llegaste A Mí (2010)
- Claudio Valenzuela, álbum Mujeres de lujo (2010)
- Juan Gabriel, cantada en vivo en el Luna Park (2014)
- Gerónimo Rauch
- Pablo Ruiz
- Bianca Cherutti (2022)